# Каратай-хан
Каратай-хан (помер 1826) — казахський правитель, хан Молодшого жуза, обраний народом та не визнаний Росією.

## Життєпис
Після вбивства 1797 року Єсім-хана навколо султана Каратая об'єднались впливові казахські роди, в тому силі й нащадки Абулхайр-хана. Вони вимагали від оренбурзького губернатора затвердження Каратая ханом Молодшого жуза. Проте в Оренбурзі зробили ставку на Айшуака. Каратай не змирився з призначенням Айшуака і від того часу розпочав активну боротьбу за ханський престол.
1806 року казахські роди обрали Каратая ханом Молодшого жуза. Після цього останній розпочав боротьбу проти російського ставленика Жанторе-хана. Того ж року Каратай-хан захопив російський караван, що йшов із Хіви. Оренбурзький генерал-губернатор намагався хитрощами заманити Каратая на прикордонну лінію, втім його задум провалився, у полон потрапив тільки султан Озбек-Алі, брат Каратая. У відповідь загони Каратай-хана почали здійснювати набіги по всій Нижньоуральській лінії.
1807 року Каратай-хан звернувся до оренбурзького генерал-губернатора з проханням визнати його ханом Молодшого жуза, втім отримав відмову. Після повторного захоплення російського каравана, що йшов з Бухари в Оренбург, проти Каратай-хана була організована каральна експедиція. Російські загони з Оренбурга та Сарайчиківської фортеці вирушили до степу, грабуючи та знищуючи казахські аули. Проте загони Каратая змогли втекти від переслідування та невдовзі знову напали на російські прикордонні фортеці. 1809 року відбулась друга каральна експедиція, що теж результату не мала. Того ж року прибічники Каратая напали на аул Жанторе-хана та вбили російського ставленика. Після того Каратай-хан, сподіваючись на визнання з боку Росії, припинив військові дії. Однак царська адміністрація знову відмовилась визнати Каратая ханом Молодшого жуза, в якому почала правити ханська рада (1809—1812).
1812 року новим ханом Молодшого жуза був затверджений Шергази-хан, молодший брат Жанторе-хана. У відповідь Каратай-хан продовжив військові набіги на російські прикордонні фортеці. У 1812 та 1814 роках у казахському степу відбувались каральні операції. 1814 року Каратай-хан зустрівся з оренбурзьким губернатором і дав письмове зобов'язання більше ніколи не воювати проти Росії. 1816 року Шергази-хан за підтримки російських загонів здійснив напад на загони Каратая й султана Арингази. У відповідь Каратай-хан закликав усе доросле чоловіче населення підніматись на війну проти Шергази-хана та російського панування. Втім втручання оренбурзького губернатора Петра Ессена попередило подальший розвиток боротьби. Каратай-хан примирився з російською адміністрацією й остаточно втратив авторитет у степу.
1824 року після ліквідації ханської влади в Молодшому жузі Каратай був призначений султаном-правителем західної частини Орди. У 1820-их роках Брав участь у придушенні народно-визвольного руху на чолі з Жоламаном Тленші.